# Eluvaitivu
Eluvaitivu lub Eluvaitheevu (tamil. எழுவைதீவு, Eḻuvaitīvu) – mała wyspa na wybrzeżu Półwyspu Dżafna, na północy Sri Lanki. Nie jest połączona ze stałym lądem żadną drogą. W 2012 roku wyspę zamieszkiwało 555 osób.